# Рындин, Другой Тимофеевич
Другой Тимофеевич Рындин  — сын боярский, дьяк, думный дьяк в Смутное время.

## Биография
Пожалован Лжедмитрием I в дьяки (1605).  Лжедмитрий II пожаловал Другого Тимофеевича в Думные дьяки (упомянут в чине в сентябре 1607). По сообщению современника Будилы, Лжедмитрий II, во время своего похода к Брянску против войска Василий Шуйского, послал в погоню за воеводой князем М. Кашиным (сжегшим Брянск) "с московскими людом боярина своего Хрындина". Будучи в ближайших советниках Лжедмитрия II, в числе прочих, по словам немца К. Буссова, неоднократно делал ложные доносы на служилых немцев, т.к. получив превосходные поместья, конфискованные у немцев Лжедмитрием I, Другой Тимофеевич боялся, что последние, войдя в милость у его господина Лжедмитрия II, смогут отобрать у него эти поместья.
Числился так же в полку у тушинского боярина, князя Д.Т. Трубецкого.
Рындин Другой Тимофеевич был думным дьяком приказа Казанского и Мещерского дворца (1611).